# ラストホープ
『ラストホープ』（THE LAST HOPE）は、2013年1月15日から3月26日までフジテレビ系列の「火曜21時（火9）枠」（火曜日21:00 - 21:54〈JST〉）で放送された日本のテレビドラマ。主演は嵐の相葉雅紀で、浜田秀哉の脚本によるオリジナル作品。相葉は本作がフジテレビの連続ドラマ初主演。単発ドラマを含めフジテレビのドラマに主演するのは嵐主演の『最後の約束』以来3年ぶり。
キャッチコピーは「死なせない。ただ一人として。」。

## あらすじ
帝都大学医学部附属病院 高度先端医療センター。波多野卓巳、橘歩美、高木淳二、萩原雪代、副島雅臣、古牧利明の6名は、センター長・鳴瀬哲司によって集められた。ここには、他の病院がさじを投げた患者が、最後の望みを賭けて診療にやってくる。重篤な症状の患者を前に、6名はそれぞれの専門知識を使い、治療の方針を導き出していく。
そんな彼らもまた、それぞれに抱える過去があった。

## キャスト

### 帝都大学医学部附属病院 高度先端医療センター

#### 現場チーム
波多野 卓巳 (29) - 相葉雅紀（嵐）（2歳：関口在 / 6歳：須田瑛斗 / 10歳：藤本飛龍 / 14歳：石橋樹）
総合医。特別研究員。
研修医時代に母親を亡くす。人当たりは良いが飄々として掴み所がない。他の同僚医師たちから「町医者」と呼ばれる。父・邦夫を幼い頃から尊敬していたため、自らも医師の道を志した。医学部卒業後、すぐに邦夫が営む「波多野診療所」で働き始める。邦夫の勧めでその後、帝都大学医学部附属病院に新設された高度先端医療センターで働くこととなる。心音のわずかな異変を聴き分け、病状を見抜く能力に長ける。町医者時代の経験から医療関係者に顔が広い。父親の教えもあって患者一人に対する診察時間が長く、診療中やカンファレンス中でも15:00のおやつの時間を欠かさない。
父・邦夫とは血縁関係になく、養子であることが発覚する。実の両親は、邦夫の大学時代の友人の斉藤健二・仁美夫妻。夫妻の長男・健は生後間もなく再生不良性貧血に侵されていることが発覚し、移植治療しか命を救う方法がなく、卓巳は兄を救う目的で体外受精によって産まれたドナーベビーだったのだ。しかし、卓巳が1歳半の頃に予定通り骨髄を提供するも、健は術後の合併症によって重い臓器障害に陥る。そして卓巳は2歳半の頃に、今度は生体間腎移植手術で兄に腎臓を提供することとなった…。
生体間腎移植手術のドナー(卓巳)側の執刀医は鳴瀬哲司、レシピエント(健)側の執刀医は波多野邦夫。
橘 歩美 (27) - 多部未華子（少女期：武智恵美）
脳神経外科医・元救命救急医。
本名：四十谷希子。奨学金で医学部を卒業した苦学生。脳神経外科医・桟原教授は恩師。子供の頃は、屈託なくよく笑う素直な性格だった。ある出来事をきっかけに現実主義的、クールでストイック、ドライな性格になってしまったが、実は人一倍患者思いな一面がある。大学卒業後は帝都大学医学部附属病院で救命救急医として働いていたが、患者から医療ミスを訴えられ現場に立てなくなってしまう。だが、センター長・鳴瀬の計らいで医療訴訟の件を踏まえた上で同センターに採用された。
高木 淳二 (42) - 田辺誠一
心臓外科・消化器外科医。
性格は基本的に単純で自信家。無類の女好きで、好みの女を見るとすぐに口説く。ある出会いをきっかけに心臓外科医としての道に確信を持つが、その出会いがゆえに日本で医師としての活動ができなくなり渡米。アメリカで医師免許を改めて取得。帰国後は、鳴瀬のスカウトによって現在の先端医療センターにたどり着く。また、恋人である歌手・吉見紗枝とのある出来事以来、彼女の曲をよく聴いている。
荻原 雪代 (29) - 小池栄子（少女期：山谷花純）
血液内科医。
バツイチ。息子・武雄がいるが親権は元夫・正敏にある。両親は浮き沈みの激しい商売をする能動的な実業家だった。高校生の時、母親・奈津が心臓疾患で他界してしまう。医師を志したのは、母親の死を経験したことと、生死が明確に分かれる最先端で仕事をしてみたいと思ったから。自由奔放な性格でギャンブル好きのため、古牧に「ギャンブル嬢」という不名誉なあだ名を付けられた。酒豪であり喫煙者でもある。
副島 雅臣 (33) - 北村有起哉（幼少期：後藤亮太）
神経眼科医。
副島グループの子息だが、おぼっちゃま扱いを嫌う。幼い頃に白内障から失明を経験。高額な角膜移植により視力が回復。この出来事をきっかけに医師になることを志す。眼科医を選んだのは、この専門医療にビジネスとしての将来性を見込んだためである。自由診療部門のビジネスを立ち上げるために、大手病院の娘・涼子と結婚した。

#### 先端応用医学再生医療研究室
古牧 利明 (58) - 小日向文世
先端応用医学研究室教授。高度先端医療センター研究医。ノーベル賞候補
高校生の頃に、自宅が火事となり兄が自分を助けようとして死亡。仲が良く尊敬していた兄が目指していた研究医の道に進む。臨床の現場にはめったにおらず、「それは臨床医の仕事だ」と割り切っている。見合い結婚した妻は不妊に悩むが様々な治療の結果、ようやく息子・聡史を出産。聡史が友達の野田との関係で悩んでた際に助言するなど良き父親であった。しかし、息子は小学生の時に、火災に巻き込まれ亡くなってしまう。だが、古牧は息子の再生にわずかな望みを抱き、長い歳月を掛けて、細胞リプログラミング「テロメア」の研究に取り組んでいる。また古牧の前で毎回失態を犯している看護師の時田に対し、説教と称した風変わりな言動で時田を翻弄し、困惑させている。

#### 管理職
鳴瀬 哲司 (52) - 髙嶋政宏
センター長。
卓巳の父親・邦夫とは古くからの知り合い。高度先端医療センター設立を唱えた張本人で、臨床と研究部門を統括する。最先端医療への情熱は、若い頃に関わったある出来事が関係している。チームメンバーは自ら選抜した。
1997年、トンネル事故に巻き込まれた斉藤夫婦が帝都大学附属病院救命救急に搬送され、救命処置を担当していた。
卓巳との会話中に脳腫瘍から起因する脳腫内出血で突然倒れ、緊急手術後一命は取り留めたが、急性水頭症によるけいれん重積を発症する。
倉本 茂 (60) - 菅原大吉
副センター長。
過酷な医療現場でスペシャリストとして生き残ることが出来ず、30代の頃に現場を離れた。医師としては凡人に過ぎず、常識人であると自認している。高度先端医療センターのメンバーに不安はあるのだが、なぜか卓巳とは馬が合う。

#### 看護師
時田 真希 (25) - 桜庭ななみ
外来担当看護師。
勤務していた地方の病院が潰れたため、高度先端医療センターに移ってきた。今まで出会った医師たちとは全く異なる卓巳の診療に翻弄され、また"天敵"研究医古牧の説教と称した風変わりな言動にいちいち巻き込まれる。
今井 麻衣 (35) - 江口のりこ
看護師。外来とスキルの高い器械出しが求められる手術担当看護師を兼任する。
名前が回文なことにコンプレックスを隠し持ち、早く結婚して苗字を変えたいのだが、なかなか相手が見つからずにいる。古牧をこきつかえる唯一の人物。

### 帝都大学医学部附属病院
石橋 啓二 - 芹澤名人
外科診療部部長。
平林 雄一 - 山崎大輔
内科診療部部長。
山下 忠弘 - 神崎孝一郎
脳神経外科部長。
高野 博 - 遠藤たつお
整形外科部長。
石原 隆一 - 大石吾朗
病院執行部病院長。

### 文朝出版
宇田 朋子 (34) - 前田亜季
雑誌記者。
地方紙の記者だったが実力を認められ、大手出版社に採用された。歩美の過去に関心を持ち、帝都大学高度先端医療センターに取材を重ねる。

### 医師達の家族
波多野 邦夫 (62) - 平田満
「波多野診療所」院長。卓巳・佑香の父親。斉藤健司は京成大学医学部時代の同期で息子・健の主治医。元外科医で卓巳がある程度の外科手術を熟せるように仕込み、帝都大学高度先端医療センターに送り出した。
波多野 香奈枝 - 渡辺杉枝
卓巳・佑香の母親。邦夫の妻。2004年、死ぬ間際に「親を恨まないで許して欲しい」という言葉を卓巳に残して他界する。
波多野 佑香 - 相葉香凛（2歳：米谷澪）
卓巳の妹。邦夫・香奈枝の娘。
斉藤 健司 - 神尾佑 ／ 斉藤 仁美 - 霧島れいか
健の両親。京成大学遺伝子工学の権威で夫婦。1994年、四十谷や多くの優秀な研究者たちと共同研究しないかと健司は古牧を誘うが断られていた。1997年、斉藤夫婦は東央トンネル崩落事故に巻き込まれて死亡する。
仁美は新潟県直江津出身。幼馴染の鳴瀬が医科大学へ進学できるよう、資金援助を両親に嘆願した。
斉藤 健 (32) - 高橋一生（5歳：吉田騎士 / 13歳：川崎慎吾）
健司・仁美の息子。「栄光ゼミナール」塾講師。2013年、過去を知るために訪ねてきた卓巳の前で倒れ、再生不良性貧血を発症しており、掛りつけの医師から余命1年を宣告されていた。
記憶に残っている中で最も古い過去、幼少期に起きた出来事を卓巳に語りだし、母・仁美に殺害されるところを波多野邦夫に助けてもらったことがあると話す。
橘 佐和子 - ちはる
歩美の母親。本名：四十谷佐和子。2003年、夫・孝之が犯した罪によって生活が一変し、心労の末にアパートの一室で首を吊って自殺した。
四十谷 孝之 - 鶴見辰吾
歩美の父親。佐和子の夫。長野国立大学分子生物学研究者。
荻原 奈津 - 山下容莉枝 ／ 荻原 康晴 - 三上市朗
雪代の両親。2001年、雪代と奈津が乗った愛媛発東京行き297便の機内で母・奈津が虚血性心疾患に陥る。
機内でドクターコールを呼びかけるが医師が乗り合わせていたにも関わらず誰も名乗り出ず、救急搬送したが手遅れで間もなく死亡する。
矢野 正敏 - 窪寺昭
雪代の元夫。製薬会社医薬情報担当者。
矢野 武雄 - 杉園啓仁
雪代・正敏の息子。両親の離婚後、親権は父親にある。
副島 孝司 - 野村信次
雅臣の父親。副島グループ代表。
副島 涼子 - 村井美樹
雅臣の妻。父親が経営する病院を守るために雅臣と政略結婚した。だが、夫からの愛情を全く感じることができず不倫をしてしまう。
古牧 貴枝 - 神野美紀 ／ 古牧 聡史 - 高橋幸聖
古牧の妻と亡き息子。2000年、聡史は学校帰りに村下宅へ遊びに行った際に隣家から火災が発生し、逃げ遅れた友達・野田（演：多田きらり）を助けようとしたが、崩れてきた建材の下敷きとなり死亡する。

### その他
吉見 紗枝 - 上野なつひ
アフリカ民族音楽のインディーズ歌手。
高木の恋人。1995年頃から心臓悪性黒色腫を発症。1997年、宮城にある青葉中央病院で高木から治療を受けていた。容体が急変したときに延命治療を拒否する。
根津 総一郎 - 隈部洋平
「根津法律事務所」弁護士。
古牧の父親は弁護士をしていた。2003年、久しぶりに恩師の息子である古牧利明と再会する。桟原教授の後輩である生物学者・四十谷孝之が引き起こした事件について調査していると古牧に話す。
三沢 碧 - 吉田羊
「明南大学医学部附属病院」難治性骨折治療専門医。
荻原雪代の元夫・矢野正敏と不倫関係にある。2011年、急に職場を訪ねてきた雪代と初めて対面し、矢野の息子・武雄の養育について口論となる。
桟原 友宏 - 中村育二
脳神経外科医の権威。
古牧利明の同期。2009年、年齢や体力的に限界を感じて、弟子を取ることを決断し救命医になる前の歩美に脳神経外科を専攻しないかと誘う。
脳動脈瘤を患った多くの患者を救ってきたが自身も脳動脈瘤を発症し、最後まで患者と向き合い続けた結果、血管が破裂して死亡する。
益田 浩二 (45) - 吹越満
「益田記念総合病院」外科医。
2001年、空港ターミナルで高校時代の荻原雪代とすれ違っていた。自転車を走行中に急に飛び出してきた小学児童を避けるために転倒し、右前腕神経損傷及び右上腕粉砕骨折を負う。
右前腕神経をマイクロサージェリーを使用しての再建術、右上腕粉砕骨折をプレート固定法で治療する。その後、回復が見込めなかった粉砕骨折に対して、骨盤からの骨移植を試みたが難治性偽関節に陥ってしまう。
田山 佐一 - 団時朗
理事長。
1997年、吉見紗枝の延命治療の一件で重大な医師倫理違反を犯した高木を解雇した。
2011年、治験を行っている中で糖尿病網膜症を患っている被験者に新薬を投与したため、副作用による重度の視力低下を引き起こしてしまう。利益を回収するには、新薬の早急な商品化を目指さなければならないと事実を隠蔽し、被験者の後処理を副島雅臣に一任する。
大森 真治 - 小木茂光
外科医。
アメリカで医師免許を取得。1998年、強盗に撃たれ重傷を負った母親を見事な応急処置で命を繋ぎとめた高木とニューヨークの救急救命センターで出会う。高木の医師としての才能をこのままで終わらせるわけにはいかないと彼に指導医を紹介した。
2000年、患者に訴えられアメリカでの医療行為が難しくなり、帝都大学医学部の交換研究員制度を利用し、日本へ20年ぶりに帰国する決意を固める。
2012年、帝都大学交換研究員を経て、コロンビア大学の遺伝子研究医をしていたが食道癌を発症し退職、多くの専門医から治療困難だと匙を投げられ、外科医として自らの余命を受け止めていたが、高木が手を差し伸べ一命を取り留める。
桐野 俊介 - 山中聡
長野国立大学分子生物学講師。四十谷の部下。
四十谷の研究を手伝っていたが自分の研究を優先し没頭するあまり、研究データの収集・分析する時間がおろそかになっていき、実験結果を改竄するようになる。
2003年、歩美の体細胞を勝手に利用し、人間と実験用マウスを掛け合わせた「キメラ」という新しい生物を作り、がん細胞増殖のメカニズムを解明しようとしていた。

### ゲスト

#### HOPE-01
竹野 三朗 - 春海四方
1年前に狭心症による心臓手術を受ける。主治医に処方された心臓の薬と高コレステロール血症の薬を併用して服用したため、肝機能障害を発症する。
竹野 君子 - 梅沢昌代
三朗の妻。たまに夫の体臭から、生乾きの雑巾の匂いがしていたと卓巳に話す。
宮本 孝介 (28) - 佐藤祐基
1年前に心臓バイパス手術を受ける。肝臓、直腸、肺、膵臓に同時性四重複癌を発症し、どの医者にも治療困難だとさじを投げられ、余命半年を宣告されていた。
森田 理沙子 (28) - 佐藤江梨子
孝介の恋人。孝介との結婚を考えているが、彼の病状が重くいつ死んでもおかしくない状況で突然、独り身になることを恐れて、彼と話し合って決めた婚姻届を出せずにいた。

#### HOPE-02
櫻井 菜穂 (17) - 小島藤子
椎骨動脈に脳動脈瘤23mm、内頸動脈に脳動脈瘤40mmが発見され、瘤が破裂しないために1年前に明南医科大学付属病院でコイル塞栓術を行うが失敗に終わる。
櫻井 雅彦 (46) - 小市慢太郎
菜穂の父親。離婚した妻が1年前に事故死したことで娘と再会し、新しい生活を始めた矢先に娘の病気が見つかる。卓巳の診察で自らも慢性心不全を発症していることが分かる。

#### HOPE-03
近松 学 - 池田成志
「帝都大学医学部附属病院」講師。脊髄外科担当責任者。
アメリカのセントラル大学に留学し、整形外科医としての臨床経験を積む。

#### HOPE-04
坂崎 多恵 (42) - 石田ひかり（第4・7 - 8話）
勤務中に重度の心不全、虚血性心筋症の発作を起こし、帝都大学医学部附属病院救命救急に運び込まれる。左心室の心筋の壊死が広範囲に渡って進行しており、投薬治療を続けても余命は1年しか残されていなかった。
心筋再生、血管新生による再生医療なら助かる可能性があるかもしれないと古牧は説明する。
吉野 万奈美 - 紺野まひる（第4・7 - 8話）
坂崎デザイン事務所の社長を務める多恵の共同経営者。
篠原 美穂 - 橋本マナミ
大堀製薬医薬情報担当者。高木のデート相手。

#### HOPE-05
山崎 千佳 - 坂井真紀
里帰り出産の準備中に雑居ビルの大規模火災に巻き込まれて、一酸化炭素中毒の症状で帝都大学附属病院救命救急に搬送される。
足のむくみに軽度の肺水腫、妊娠高血圧症候群に近い兆候が現れる。さらに胎児の疾患が母体に反映するミラー症候群として症状が出始め、妊娠21週目に入る一卵性双生児に重篤な双胎間輸血症候群を発症していることが分かる。

#### HOPE-06
篠田 登志雄 (52) - 石黒賢
加齢黄斑変性の治療中に膠芽腫が見つかり、一般的な脳腫瘍と違い、簡単に腫瘍を切り取ることが出来ず、完治の方法が未だ見つかっていない。多くの専門医からさじを投げられ、余命2カ月の宣告を受けていた。
最後まで写真家で在り続けたいと願い、脳腫瘍より眼を最優先に治療して欲しいと医師たちに依頼する。なお、劇的に視力回復が見込まれるバイオハイブリッド型人工眼が効果的だが、日本では認可が下りていなかった。
眼の視力を一時的に回復させるには、成功率が低いうえ合併症のリスクが高い理由で過去に使用されなくなった硝子体手術のなかでも成功率10%の特殊な手技に掛けるしかなかった。

#### HOPE-07 - HOPE-08
西村 杏子 (20) - 谷村美月
15歳時に骨髄異形成症候群を発症し、現在まで5年間、2週間に1回のサイクルで赤血球と血小板の輸血をしながら、骨髄移植をするためにHLA型が適合するドナーを待っていたが、結局該当するドナーが現れることがなく急性骨髄性白血病を併発してしまう。
西村 喜代美 - 杉山彩子
杏子の母親。病気を治す手段が未だ残されているならば、辛い治療から逃げることなく立ち向かって欲しいと願っている。

#### HOPE-09 - HOPE-11
町田 恭一郎 (60) - 中原丈雄
主要な血管を巻き込んだ膵臓がんのため、部分切除が難しく、全摘するとランゲルハンス島の機能が失われ、無膵性糖尿病を発症、一生、インスリン療法を続けなければならなくなり、今までの日常生活が送れない。
また、膵臓は他の臓器と密接している箇所が多く、速いスピードで他臓器に腫瘍が広がっていくため、化学療法などで腫瘍を縮小してからの手術ができない。
日本の経済界の核を担う人物である父親が今までと変わらない日常生活が送れることを家族は強く望み、膵臓を全摘し、悪性化していない正常なランゲルハンス島の一部を摘出、門脈内に移植する自家移植の方法を試みるが、術後の合併症で間質性肺炎が引き金となり、重篤な急性呼吸窮迫症候群を発症する。
町田 恵介 - 石田卓也
次男。幼少期に両親を亡くし、町田家に養子に入る。養父が一代で築いたマチダエレクトロニクスの地盤を引き継ぐために、父の元で帝王学を学んでいる。
町田 真一 - 要潤
長男。武蔵川中学校体育教師で野球部顧問。高校卒業時に自ら父親と縁を切り、実家を出て行く。
町田 由美 - 高田和加子 ／ 町田 翔太 - 山崎雄大（第10 - 11話）
真一の妻と息子。

## スタッフ
- 脚本 - 浜田秀哉
- 音楽 - Ken Arai
- 演出 - 葉山裕記、石井祐介、谷村政樹
- 主題歌 - 嵐「Calling」（ジェイ・ストーム）[3]
- 演出補 - 相沢秀幸
- CGプロデュース - 冨士川祐輔
- CGデザイン - 三塚篤
- CG担当 - 落合信人、山本正太、山口将
- CG協力 - PECO
- 特殊造形 - 三好史洋
- スタントコーディネート - 釼持誠
- リサーチ - 佐藤直也
- 医療監修
  - 横浜市立大学附属病院：窪田吉信（先進医療推進センター）、秋山浩利（消化器・肝移植外科）、郷田素彦（心臓血管外科）、西出忠之（眼科）、上條亜紀（輸血・細胞治療部）、藤井慶太（一般外科）
  - 杏林大学医学部付属病院：脊山英徳（脳神経外科）
  - 帝京大学医学部附属病院：松下隆（整形外科）
  - 平塚共済病院：坂野裕昭（手の外科センター）
  - 横浜市立大学附属市民総合医療センター：森村尚登（高度救命救急センター）、坪井正博（呼吸器病センター外科）
  - 聖隷浜松病院：村越毅（総合周産期母子医療センター）
  - 東京マザーズクリニック：林聡
  - 森山記念病院：新村核（脳神経外科）
- 看護指導 - 石田喜代美
- プロデュース - 成河広明、古屋建自
- ラインプロデュース - 柴田圭子
- プロデュース補 - 秋山八重子
- 制作 - フジテレビドラマ制作センター

## サブタイトル
| 各話                                                      | 放送日        | サブタイトル                                                                        | 演出     | 視聴率 |
| --------------------------------------------------------- | ------------- | ----------------------------------------------------------------------------------- | -------- | ------ |
| HOPE-01                                                   | 2013年1月15日 | 死なせない、ただ一人として… 見放された患者たちの最後の砦                            | 葉山裕記 | 14.2%  |
| HOPE-02                                                   | 2013年1月22日 | 誰もやらないなら私が救う… 最先端医療か最高難易度の手術か                            | 葉山裕記 | 11.9%  |
| HOPE-03                                                   | 2013年1月29日 | 失われた神の手を再生せよ!! 患者は母を見殺しにした天才医師                           | 葉山裕記 | 11.4%  |
| HOPE-04                                                   | 2013年2月05日 | 最先端"再生医療"で瀕死の心臓に挑む!! 〜決して見捨てない医者たちが患者の未来を救う!! | 石井祐介 | 11.9%  |
| HOPE-05                                                   | 2013年2月12日 | お腹の赤ちゃんを助けて 〜瀕死の母の願いを先端医療で救え!!                           | 谷村政樹 | 11.6%  |
| HOPE-06                                                   | 2013年2月19日 | 命より視力を取り戻したい… 余命2カ月の写真家が迫る究極の選択                         | 石井祐介 | 10.4%  |
| HOPE-07                                                   | 2013年2月26日 | 普通の女の子として生きたい… 白血病患者の心を溶かす希望のノート                      | 葉山裕記 | 9.2%   |
| HOPE-08                                                   | 2013年3月05日 | 君は一人じゃない!! 一緒に立ち向かう医者と希望の最先端移植                           | 石井祐介 | 11.4%  |
| HOPE-09                                                   | 2013年3月12日 | 容態急変〜最先端のガン治療に大きな罠? 連続発症する病魔に打ち勝て!!                  | 葉山裕記 | 8.3%   |
| HOPE-10                                                   | 2013年3月19日 | 息子の決断…医者には決められない最先端肺移植… 父を救うのか、見捨てるのか?            | 谷村政樹 | 7.4%   |
| HOPE-11                                                   | 2013年3月26日 | 大丈夫、必ずあなたを助ける… 宿命を背負う医者の最後の選択                            | 葉山裕記 | 8.9%   |
| 平均視聴率10.6%（視聴率は関東地区・ビデオリサーチ社調べ） |               |                                                                                     |          |        |

## 受賞
- 第2回市川森一脚本賞浜田秀哉が受賞。

## 関連商品

### 書籍
『ノベライズ ラストホープ (上)』
発売日: 2013年2月14日
脚本: 浜田秀哉
ノベライズ: 木俣冬
出版社: 扶桑社
単行本: 205ページ
ISBN 978-4594067786
『ノベライズ ラストホープ (下)』
発売日: 2013年3月28日
脚本: 浜田秀哉
ノベライズ: 木俣冬
出版社: 扶桑社
単行本: 205ページ
ISBN 978-4594067793

### サウンドトラック
フジテレビ系ドラマ 「LAST HOPE」 オリジナルサウンドトラック（ポニーキャニオン、2013年2月27日発売）
形式・CD、仕様・ディスク1枚、サウンドトラック全23曲収録
ASIN： B00AMN4F1K
EAN： 4988013314061
| M-01 | Circles        | 作曲・編曲:Ken Arai |
| M-02 | Fearless       | 作曲・編曲:Ken Arai |
| M-03 | Bizarre Parade | 作曲・編曲:Ken Arai |
| M-04 | Sweet Rain     | 作曲・編曲:Ken Arai |
| M-05 | ACID ACID      | 作曲・編曲:Ken Arai |
| M-06 | Bossa No.5     | 作曲・編曲:Ken Arai |
| M-07 | Continuum      | 作曲・編曲:Ken Arai |
| M-08 | Mambo QUEEN    | 作曲・編曲:Ken Arai |
| M-09 | Determination  | 作曲・編曲:Ken Arai |
| M-10 | Rise           | 作曲・編曲:Ken Arai |
| M-11 | WILD SIDE      | 作曲・編曲:Ken Arai |
| M-12 | Joker          | 作曲・編曲:Ken Arai |
| M-13 | HELIX          | 作曲・編曲:Ken Arai |
| M-14 | Mind’s Eye     | 作曲・編曲:Ken Arai |
| M-15 | breath         | 作曲・編曲:Ken Arai |
| M-16 | Junglia        | 作曲・編曲:Ken Arai |
| M-17 | Closer         | 作曲・編曲:Ken Arai |
| M-18 | The Secrets    | 作曲・編曲:Ken Arai |
| M-19 | BUBBLE FUNK    | 作曲・編曲:Ken Arai |
| M-20 | Gimme Gimme    | 作曲・編曲:Ken Arai |
| M-21 | The Light      | 作曲・編曲:Ken Arai |
| M-22 | Judgement Day  | 作曲・編曲:Ken Arai |
| M-23 | Visions        | 作曲・編曲:Ken Arai |